# Harpa (koncerthus)
Harpa er et koncert- og operahus i Islands hovedstad Reykjavík. Byggeriet huser Islands symfoniorkester og den islandske opera.
Harpa åbnede i maj 2011 og er tegnet af det danske arkitektkontor Henning Larsen Architects i samarbejde med kunstneren Olafur Eliasson som tegnede den karakteristiske facade i stål og glas.
Da Island blev ramt af en økonomisk krise i oktober 2008 blev byggeriet standset, men efter nogle måneder blev opførelsen genoptaget marts 2009. I en periode var Harpa det eneste offentlige byggeprojekt på hele øen.
| - Harpa - Bygningen under opførelse - Mellem andet byggeri - Set fra Reykjavik havn |